# ماري كاسات
ماري ستيفنسون كاسات (بالإنجليزية: Mary Stevenson Cassatt؛ 22 مايو 1844 - 14 يونيو 1926) ، فنانة أميركية عاشت معظم حياتها البالغة في فرنسا حيث صادقت إدغار ديغا وقامت لاحقا بعرض لوحاتها مع الانطباعيين. تصور العديد من لوحات كاسات حياة النساء الخاصة والاجتماعية، مع تركيز خاص على العلاقة الحميمة بين الأمهات وأطفالهن.
ولدت كاسات في بنسلفانيا، الولايات المتحدة، لوالدين متعلمين وميسورا الحال. سافرت أثناء طفولتها إلى عدة مدن في مختلف أنحاء العالم ، بما فيها لندن، برلين وباريس. عام 1861، رغم اعتراضات والديها بدأت دراستها في أكاديمية بنسلفانيا للفنون الجميلة. بعد خمس سنوات من الدراسة، تعرضت خلالها للاستخفاف بسبب كونها امرأة (أمر نادر في عالم الفن حينذاك) قررت كاسات استكشاف عالم الفن في باريس فسافرت للعيش هناك عام 1866. بسبب الحرب بين فرنسا وبروسيا اضطرت كاسات للعودة إلى مسقط رأسها ، حيث رفضت عائلتها تقبّل حياتها الفنية أو تمويلها. ومع ذلك، في عام 1871 عرض عليها رئيس أساقفة بيتسبرغ الفرصة لنسخ أعمال فنية في إيطاليا ، فعادت إلى أوروبا بعيدا عن عائلتها. بعد أن أنهت كاسات مهمتها تجولت كاسات في أوروبا واطلعت على الأعمال الفنية. في سنة 1872 بدات بدراسة الفن في أكاديمية باريس أسوة بكامي بيسارو. عندما عرضت أعمالها في المعرض الرسمي، ادعى نقاد الفن أن أعمالها شفافة وبسيطة.
بعد مشاهدة لرسومات بالباستيل لإدغار ديغا في نافذة متجر للفنون، فهمت كاسات أنها ليست وحيدة في لتمردها ضد معارض الرسومات. في عام 1874 التقت كاسات مع ديغا ، وعرضت لوحاتها جنبا إلى جنب لوحاته في معرض للانطباعيين عام 1879، الذين سرعان ما صادقتهم خاصة مع ديغا وبيرث موريزو. بعد سنوات قليلة ، توقفت عن الرسم بسبب انشغالها بالعناية بأمها وأختها المريضتان اللتان زارتاها في باريس. توفيت شقيقتها في 1882 ، نتيجة مرض غير معروف، لكن والدتها شُفيت سريعاً. عام 1885 عادت إلى الرسم لكن ليس في إطار الانطباعيين. لم تَنتَمي كاسات إلى تيار فني معين لكنها جربت عدة أساليب رسم. العديد من لوحاتها في تلك الفترة تناولت موضوع العلاقات العائلية وخاصة علاقة الأم وبنتها.
في تسعينيات القرن التاسع عشر بلغت كاسات ذروة نجاحها. عرضت عام 1891 عدة لوحات في فرنسا وأصبحت قدوة يُحتذي بها الفنانون الأمريكيون المُبتدئون. عام 1904 حصلت على وسام جوقة الشرف الفرنسي عن نشاطها الفني. في عام 1910 زارت مصر وتأثرت بالفن المصري القديم. بعد وفاة شقيقها ، توقفت مرة أخرى عن الرسم حتى عام 1912. في عام 1911 تم تشخيص إصابتها بمرض السكري، الروماتيزم، مشاكل عصبية والساد لكنها لم تتوقف عن الرسم. في 1914 ساء نظرها إلى حد قريب من العمى وتوقفت عن الرسم. في نفس الفترة نشطت سياسياً في إطار حركة السوفراج التي طالبت بحق المرأة بالتصويت وقدمت عدداً من لوحاتها لمعرض يدعم هذه الحركة في عام 1915.
توفيت كاسات في 14 يونيو 1926.

## روابط خارجية
- ماري كاسات على موقع الموسوعة البريطانية (الإنجليزية)
- ماري كاسات على موقع إن إن دي بي (الإنجليزية)
- ماري كاسات على موقع ديسكوغز (الإنجليزية)